# مایکل راشر
مایکل راشر (انگلیسی: Michael Rascher؛ زادهٔ ۲۶ ژوئیهٔ ۱۹۶۵) قایقران روئینگ اهل کانادا بود.